# Pinus discolor
Pinus discolor je malá severoamerická tříjehličná borovice, velmi podobná borovici Pinus johannis.

## Synonyma
- Pinus cembroides poddruh cembroides varieta bicolor
- Pinus culminicola varieta discolor.

## Popis
Stálezelený, jehličnatý, jednodomý, větrosprašný a pomalu rostoucí strom, dorůstající do výšky 15 m. Kmen je většinou vícenásobný a jen vzácně jednotlivý. Koruna je nízká, hustá, kulatá, rozprostřená, s o 3–4 m vně prodlouženými větvemi. Borka je u mladých stromů hladká a šedá, u starších stromů drsná a šupinovitá, pouze mělce rozbrázděná a hřebenitá. Letorosty jsou tmavošedé a drsné, s mírně dolů směřujícími základnami listenů. Jehlice jsou ohebné a vyskytují se ve svazečcích (fasciculus) po 3 (vzácně též po 2 a 4); jehlice jsou 3–5 cm dlouhé a 0,9–1,2 mm tlusté, se 2 vnějšími pryskyřičnými kanálky na horních površích; s jedním cévním svazkem; s průduchy (stomata) pouze na spodních površích, s typickým různobarevným vzhledem, protože horní povrchy jsou tmavozelené a spodní povrchy jsou stříbrnomodrošedozelenobílé; okraje jehlic jsou celé; svazečkové pochvy jsou zprvu oranžovohnědé, později šedé, stočené dozadu do růžice, později někdy opadávající, 3 mm dlouhé.
Samičí (semenné) šištice – šišky (megastrobilus) jsou nezralé hnědé, 9–11 mm dlouhé a 5–7 mm široké a rostou po jedné či po dvou na krátkých tenkých stopkách; zralé šišky jsou oranžovohnědé, pryskyřičnaté, obdélníkové, zavřené, 3,5 cm dlouhé a 2–3 cm široké a po rozevření 4–5,5 cm dlouhé; šišky se rozevírají při zralosti a brzy potom opadávají dohromady s 3–4 mm dlouhými stopkami. Šupiny šišek se mírně lesknou, jsou tenké a tuhé; semena plodí pouze 3–15 středních šupin, zatímco šupiny u základny a vrcholu šišky jsou malé a neplodné. Výrůstky (apophysis) jsou nepravidelně kosodélníkové, malé, tenké, ploché, 10–15 mm široké, se slabým příčným hřebenem. Přírůstek prvního roku (umbo) je horní, snížený a s nepatrným a brzy opadávajícím trnem. Semena jsou tmavooranžovohnědá, 10–12 mm dlouhá a 10 mm široká; s tvrdým, 0,5–1 mm silným osemením a bílým endospermem; semena jsou jedlá. Křídla semen jsou nevyvinutá a 0,5–1 mm dlouhá a po vypadnutí semen zůstávají v šišce. Děložních lístků (cotyledon) je 6–11. Semena dozrávají v říjnu.

## Příbuznost
Borovice Pinus discolor je blízce příbuzná borovici Pinus johannis. Obě tyto borovice jsou si velmi podobné. Několik rozdílů ve vzrůstu a ve velikosti šišek a semen je založeno na vzorcích malých rozměrů a dalším průzkumem se mohou stát neprůkaznými. Též byly zjištěny rozdíly ve složení pryskyřice, ale platnost tohoto výzkumu byla taktéž zpochybněna.

## Výskyt
Domovinou stromu je Mexiko (státy Durango, Chihuahua a Sonora) a Spojené státy americké (státy Arizona a Nové Mexiko, především v horském pásmu Santa Catalina Mountains, též kolem národní observatoře Kitt Peak a také v jižní části náhorní plošiny Koloradská plošina).

## Ekologie
Strom tvoří lesní krajiny často s jalovci Juniperus, dalšími druhy borovic, například s Pinus edulis, Pinus monophylla varieta fallax, Pinus reflexa, borovicí těžkou Pinus ponderosa, dále například se smrkem Engelmannovým Picea engelmannii, smrkem pichlavým Picea pungens a také s cypřišem arizonským (Cupressus arizonica) na hornatinách, stolových horách a náhorních plošinách v nadmořských výškách 700–2400 m. Strom je mrazuvzdorný do −12 °C a potřebuje plné slunce.

## Nepřátelé a nemoci
Strom patří mezi hlavní hostitele trpasličího jmelí Arceuthobium pendens.

## Využití člověkem
Dřevo stromu je používáno jako palivo. Málokdy bývá borovice Pinus discolor pěstována jako okrasa.

## Galerie

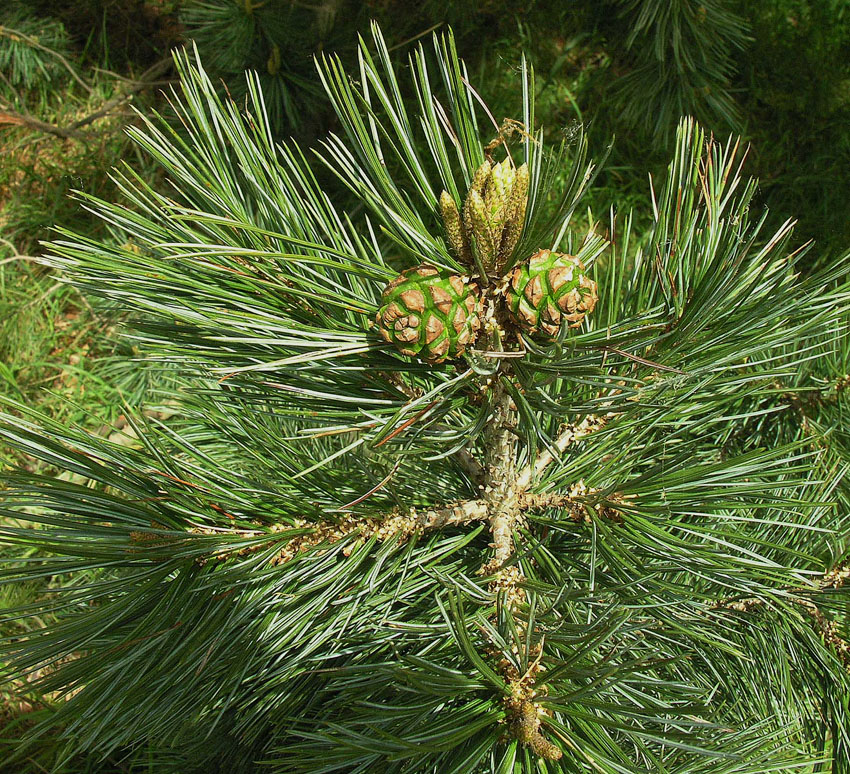
Borovice Pinus discolor, větev s jehlicemi, pupeny a šiškami, ve státě Chihuahua v Mexiku.
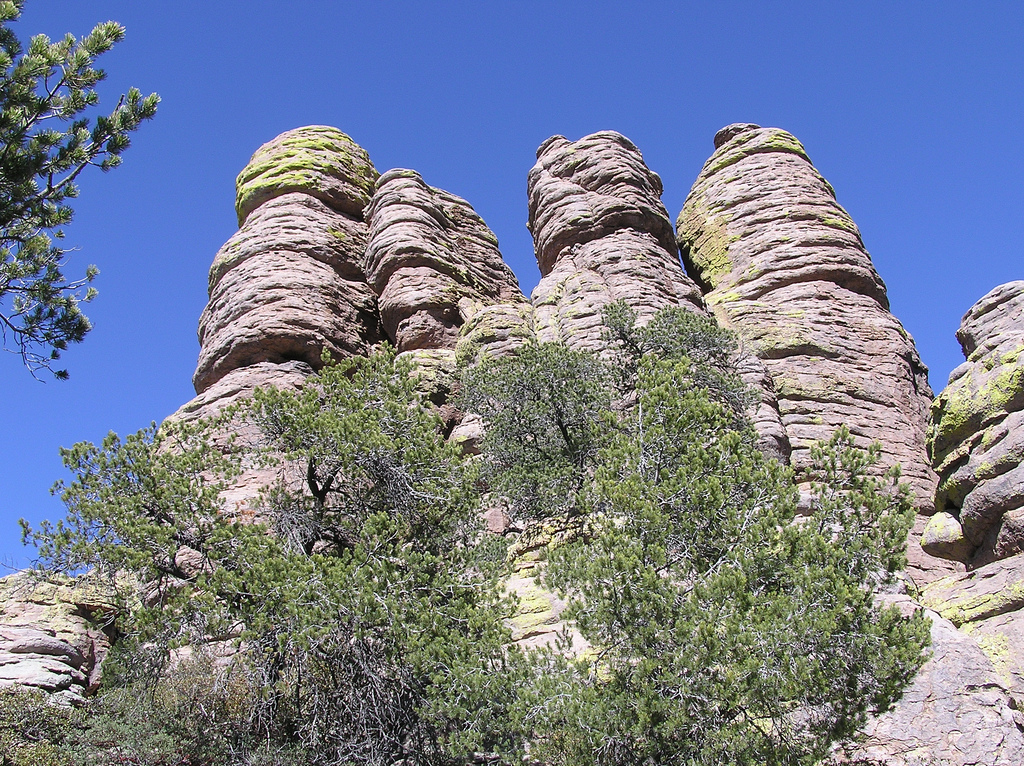
Borovice Pinus discolor, několik stromů v horském pásmu Chiricahua Mountains, v okrese Cochise County, ve státě Arizona, v USA.